# Makai Ōji
Makai Ōji (魔界王子 lit. Príncipe del Infierno?), también conocida como Makai Ōji: Devils and Realist, es una serie de manga de fantasía escrita por Madoka Takadono e ilustrada por Utako Yukihiro. Fue serializada por la editorial Ichijinsha en su revista mensual Monthly Comic Zero Sum desde el 28 de octubre de 2009 hasta febrero de 2018, finalizando con un total de quince volúmenes publicados. Una adaptación a serie de anime producida por el estudio Dogakobo fue transmitida desde el 7 de julio al 22 de septiembre de 2013, componiéndose de doce episodios.

## Argumento
Situada en la Inglaterra de finales del siglo XIX, la historia se centra en William Twining, un joven aristócrata de diecisiete años de edad dotado de una inteligencia excepcional. Un día, tras enterarse de que su familia entró en quiebra y su tío desapareció, además de temer que el buen nombre de su familia quedase mancillado, William decide regresar a la mansión Twining para buscar junto a su mayordomo algo que pueda vender y así obtener dinero para pagar la costosa matrícula de su escuela. Gracias a esa búsqueda por las dependencias familiares, ambos encuentran una habitación subterránea olvidada que alberga un sello mágico, gracias al cual William invoca sin proponérselo a un demonio, Dantalion. Dantalion le revela que es descendiente del rey Salomón y tiene la capacidad de elegir al próximo gobernante del Infierno. Sin embargo, William, quien se considera a sí mismo como un firme "realista", no cree en la existencia de los demonios y se niega a involucrarse en una lucha por el poder del infierno.

## Personajes

### Principales
William Twining (ウイリアム・トワイニング Uiriamu Towainingu?)
Voz por: Takuya Eguchi
Es el protagonista principal de la historia; descendiente y reencarnación del mítico rey Salomón. William es el único hijo de una antigua y noble familia británica cuyo linaje se remonta a siglos y siglos en el pasado. Huérfano de padres, fue criado por su tío en la mansión familiar. Provisto de una gran inteligencia y carácter, se considera a sí mismo como un realista y no cree en la existencia de demonios o ángeles, prefiriendo dar explicaciones a extraños fenómenos mediante la ciencia. A pesar de que su familia entró en bancarrota, William mantiene grandes sueños para su futuro y aspira vivir una vida digna de la sociedad de clase alta a la que pertenece, aunque constantemente se preocupa por pagar sus matrículas escolares y su falta de dinero. Al ser la reencarnación de Salomón, tiene la capacidad de elegir al próximo gobernante del Infierno mientras Lucifer duerme y de controlar los 72 pilares de demonios. A pesar de su firme forma de pensar, William se vuelve más receptivo a medida que comienza a involucrarse con lo sobrenatural e incluso aprende a usar magia.
Dantalion (ダンタリオン Dantarion?)
Voz por: Takuma Terashima
Es un duque del infierno, con 36 legiones de demonios a su servicio. Es un nefilim/demonio candidato para suceder al trono del infierno mientras Lucifer duerme. Es el pilar número 71 de los 72 pilares de Salomón; se convirtió en un demonio luego de haber hecho un contrato con el mismo Lucifer. Al ser el único quien tiene un contrato con este, Dantalion es su heredero directo y posee poderes mayores a los de cualquier otro demonio. Al infiltrarse en la escuela de William, se hace llamar bajo el nombre de "Dantalion Huber" y participa en diversos deportes, haciéndose rápidamente popular entre los deportistas.
Kevin Cecil (ケヴィン・セシル Kebin Seshiru?)
Voz por: Jun Fukuyama
Es el mayordomo de William. Su familia ha servido a la familia Twining durante generaciones y fue el único sirviente que permaneció junto a William luego de la quiebra de la familia Twining, ocupándose de los cuidados de la mansión. Más tarde, reemplaza a Ernest Crosby como sacerdote de la escuela Stradford. Más adelante, se revela que su verdadero nombre es Uriel (ウリエル), el arcángel del arrepentimiento, y que su tarea consistía en castigar a Salomón por haberse rebelado contra Dios y ascender su alma al cielo para evitar que el Infierno la obtuviera, algo que no logró hacer. También se revela que ha estado haciéndose pasar por el verdadero Kevin Cecil desde la muerte de los padres de William. Su forma angelical se caracteriza por la ausencia de una de sus alas, la cual fue tomada por Michael tras fallar en su tarea de dar el éxtasis a Salomón. William descubre que él no es el verdadero Kevin Cecil, pero finalmente le perdona por sus mentiras.
Sytry (シトリー Shitorī?)
Voz por: Yoshitsugu Matsuoka
Un ángel caído, duodécimo pilar de Salomón, vizconde y príncipe del Infierno con 60 legiones de demonios a su cargo. Sytry es candidato para suceder al trono a Lucifer, siendo elegido a esto por su tío, Balberith. Dotado de una belleza ambigua, se hacer llamar como "Sytry Cartwright" al infiltrarse en la escuela de William. Más adelante, se revela que la madre de Sytry es el arcángel Gabriel y que de hecho nunca fue un ángel caído, sino que Balberith selló sus poderes para que no descubriera su verdadero origen y el abandono de su madre. A pesar de que Sytry se refiere a Balberith como su "tío", es probable que en realidad sea su padre. Metatrón finalmente captura a Sytry y lo lleva de regreso al Cielo, donde le lava el cerebro para que tome el puesto de su madre como el nuevo "Gabriel". 
Camio (カミオ Kamio?)
Voz por: Tetsuya Kakihara
Es un general demonio, 53.er pilar de Salomón con treinta ejércitos a su mando. Camio es mitad demonio y mitad humano; siendo su madre humana y su padre un demonio. Más adelante, se revela que su madre es la princesa troyana Casandra y su padre no es nadie más que Lucifer. Su forma humana es la de un apuesto hombre joven, pero su verdadera forma es la de un zorzal. Puede hablar con los animales, así como también saber el significado detrás del sonido del agua. Es candidato para suceder al trono a Lucifer, siendo elegido por Belcebú. En la escuela de William, se hace llamar bajo el nombre de "Nathan Caxton" y actúa como representante de los dormitorios superiores. Su inteligencia y puesto en la escuela le han ganado la admiración de William.
Isaac Morton (アイザック・モートン Aizakku Muortuon?)
Voz por: Motoki Takagi
Es un estudiante de Stradford y amigo de William. Posee un gran interés hacia las artes ocultas y, a pesar de que él y William tienen personalidades muy diferentes, son buenos amigos e Isaac normalmente ve las cosas sobrenaturales que rodean a este último con alegría y entusiasmo. Aunque no es tan inteligente como William, Isaac posee más conocimiento sobre demología y ha demostrado ser más hábil en el uso de la magia que este. Proviene de una familia de mercaderes y su padre amasó una fortuna comerciando especias y té de la India.

### Demonios
Gilles de Rais (ジル・ド・レイ Jiru de Re?)
Voz por: Kōsuke Toriumi
Gilles ha estado muerto por alrededor de 400 años y actualmente es un nephilim subordinado de Balberith. Está enamorado de Juana de Arco y busca el poder para romper el dominio de Michael sobre ella y volverla humana una vez más.
Astaroth (アシュタロス Asutarosu?)
Voz por: Sachi Kokuryū
Es la Gran Duquesa del Sur y líder de 40 ejércitos demoníacos. Considerada igual de poderosa que Belcebú, ocupa el puesto 29 en el Infierno. Astaroth es también la antigua esposa de Belcebú, madre de Lamia y líder de los Nephilim. También es la guardiana de Dantalion, así como quien lo nominó como candidato para rey sustituto. En su vida anterior fue la reina de egipcia Hatshepsut, quien murió de una carie y es antepasada de Salomón. A medida que la guerra entre el Infierno y el Cielo se intensifica, Astaroth entra en un estado de sueño para restaurar su poder y prolongar su vida, dejando a Dantalion sin ningún tipo de apoyo.
Balberith (バアルベリト Baaruberito?)
Voz por: Keiji Fujiwara
El Gran Duque del Oeste y líder de la facción Anti-Nephilim. Balberith nominó a Sytry como su candidato para rey sustituto del Infierno, a quien considera su "marioneta". También fue quien hizo que Sytry se convirtiera en un demonio. Más adelante, se revela que Balberith selló los poderes de Sytry para evitar que este recordase su procedencia y de cómo fue cruelmente abandonado por su madre, Gabriel, durante la división del Cielo y el Infierno. A pesar de que Sytry se refiere a él como su "tío", es probable que Balberith en realidad sea su padre.
Belcebú (ベルゼビュート Beruzebyūto?)
Voz por: Shin'nosuke Tachibana
El Gran Duque del Norte, exesposo de Astaroth y padre de Lamia. Belcebú es un demonio de alto rango que comanda 16 ejércitos, siendo también uno de los reyes que gobiernan los cuatro rincones del Infierno. Eligió a Camio como su candidato para rey sustituto.
Samael (サマエル Samaeru?)
Voz por: Akira Ishida
El Gran Duque del Este y el principal supervisor del Infierno. Samael es el único rey que no ha elegido ningún candidato para rey sustituto debido a su extrema lealtad a Lucifer, de quien continúa llevando a cabo sus órdenes y poniendo en marcha numerosos planes.

## Media

### Manga
Escrito por Madoka Takadono e ilustrado por Utako Yukihiro, el manga ha sido serializado en la revista de género shōjo Monthly Comic Zero Sum desde su debut a finales de 2009. Los voúmenes son publicados en formato tankōbon por la editorial Ichijinsha. El manga finalizó a comienzos de 2018 y se han publicado un total de quince volúmenes. Ediciones limitadas de dichos volúmenes también fueron publicadas con portadas alternativas y arte en color.
La editorial alemana Carlsen Comics y la compañía taiwanesa Ever Glory Publishing también han licenciado el manga en sus respectivos países. En Francia, fue licenciada por Tonkam bajo el título de Devils and Realist y el primer volumen fue lanzado el 24 de agosto de 2011. La editorial italiana conocida como Goen, ha licenciado el manga bajo el nombre Devils and Realist en 2012 y ha lanzado un total de tres volúmenes hasta la fecha. La compañía norteamericana Seven Seas Entertainment, también la ha licenciado bajo el título Makai Ōji: Devils and Realist y el primer volumen fue lanzado el 15 de abril de 2014.

### Anime
Una adaptación a serie de anime fue anunciada el 24 de diciembre de 2012. La serie se estrenó el 7 de julio de 2013 y finalizó el 22 de septiembre de ese mismo año, con un total de doce episodios. Crunchyroll transmitió la serie de manera silmultánea con Japón. El anime fue licenciado en Norteamérica por Sentai Filmworks.
El anime es producido por el estudio de animación Dogakobo y Pony Canyon, dirigida por Chiaki Kon, escrita por Michiko Yokote, y cuenta con diseños de personajes de Kikuko Sadakata. Los temas de apertura y cierre son Believe My Dice y A Shadow's Love Song, ambas interpretadas por Takuya Eguchi, Takuma Terashima, Yoshitsugu Matsuoka y Tetsuya Kakihara.
El primer set del anime en Blu-ray/DVD fue lanzado el 18 de septiembre de 2013, mientras que el segundo el 16 de octubre de 2013. El tercer set fue lanzado el 20 de noviembre de 2013 y el cuarto el 18 de diciembre. El quinto set fue lanzado el 1 de enero de 2014; el sexto y último set el 19 de febrero de 2014. Las ediciones limitadas del Blu-ray/DVD incluyen especiales y cubiertas de discos alternativos. El 17 de marzo de 2015, el anime fue relanzado en DVD/Blu-ray.

#### Lista de episodios
| #  | Título | Estreno                  |
| -- | --- | ------------------------ |
| 1  | «Pilar 1 - Demonios y realista» «Dai 1-hashira 「devil and realist」» (第1柱 「devil and realist」)                                                 | 7 de julio de 2013       |
| 2  | «Pila 2 - Humano y Ángel» «Dai 2-hashira 「human and angel」» (第2柱 「human and angel」)                                                           | 14 de julio de 2013      |
| 3  | «Pilar 3 - Exorcista y fantasma» «Dai 3-hashira 「exorcist and ghost」» (第3柱 「exorcist and ghost」)                                              | 21 de julio de 2013      |
| 4  | «Pilar 4 - Una vieja historia de amor» «Dai 4-hashira 「an old love story」» (第4柱 「an old love story」)                                          | 28 de julio de 2013      |
| 5  | «Pilar 5 - Molino y harina» «Dai 5-hashira 「mill and flour」» (第5柱 「mill and flour」)                                                           | 4 de agosto de 2013      |
| 6  | «Pilar 6 - El esquematizador» «Dai 6-hashira 「the one who scheme」» (第6柱 「the one who scheme」)                                                 | 11 de agosto de 2013     |
| 7  | «Pilar 7 - Fiesta y batalla» «Dai 7-hashira 「party and battle」» (第7柱 「party and battle」)                                                      | 18 de agosto de 2013     |
| 8  | «Pilar 8 - Dolor y éxtasis» «Dai 8-hashira「pain and ecstasy」» (第8柱「pain and ecstasy」)                                                         | 25 de agosto de 2013     |
| 9  | «Pilar 9 - Vicio y virginidad» «Dai 9-hashira「vice and virginity」» (第9柱「vice and virginity」)                                                  | 1 de septiembre de 2013  |
| 10 | «Pilar 10 - Otra batalla -como intermedio-» «Dai 10-hashira「Another Battle -as an intermission-」» (第10柱「Another Battle -as an intermission-」) | 8 de septiembre de 2013  |
| 11 | «Pilar 11 - Rey y anillo» «Dai 11-hashira「king and ring」» (第11柱「king and ring」)                                                               | 15 de septiembre de 2013 |
| 12 | «Pilar 12 - Realista pero romántico» «Dai 12-hashira「realist but romanticist」» (第12柱「realist but romanticist」)                                | 22 de septiembre de 2013 |

### Música
Un CD recopilatorio fue lanzado el 24 de julio de 2013. El 6 de noviembre de 2013, fue lanzado un álbum con diez canciones individuales para cada personaje principal. Las canciones fueron interpretadas por los actores de voz de los mismos personajes. El álbum contiene una versión en solitario de Believe My Dice, interpretada por el actor de voz de William, Takuya Eguchi, y el actor de voz de Sitri, Yoshitsugu Matsuoka. El actor de voz de Dantalion, Takuma Terashima, y el actor de voz de Camio, Tetsuya Kakihara, interpretaron sus respectivas versiones en solitario con A Shadow's Love Song.

### CD dramas
Un CD drama de edición limitada titulado "「realist and companion」", fue lanzado y vendido durante la edición número 84 de Comiket. Un CD de drama especial titulado "「realist and steward」" fue lanzado junto con el segundo juego del Blu-ray/DVD.

### Musical
Una adaptación a musical estuvo vigente entre el 1 y 5 de junio de 2016 en el teatro Space Zero, en Shibuya. Fue dirigido por Tsuneyasu Motoyoshi, escrito por Naohiro Ise y producido por CLIE. Cuenta con las actuaciones de Mashū Ishiwatari como William, Taiyō Ayukawa como Dantalion, Kōhei Norizuki como Kevin, Takuya Kawaharada como Sitri, Masato Saki como Gilles de Rais, Seiya Konishi como Isaac Morton, Kōsuke Yonehara como Camio, Yūichi Matsumoto como Ernest Crosby, Ken como Baphomet y Makoto Endō como Baalberith. Una edición en DVD fue lanzada en octubre de 2016.
En junio de 2017, se anunció la realización de una secuela del primer musical titulada The Second Spirit, cuya fecha de estreno estaba programada para noviembre de 2017. Tsuneyasu Motoyoshi y Naohiro Ise volvieron a desempeñar los roles de director y escritor, mientras que CLIE nuevamente produjo la obra. Mashū Ishiwatari, Taiyō Ayukawa, Kōsuke Yonehara, Masato Saki, Yūichi Matsumoto, Makoto Endō y Ken también retomaron sus papeles. Takuya Kawaharada y Kōhei Norizuki fueron reemplazados por los actores Keito Sakurai y Ryōta Tamura en sus roles de Sitri y Kevin, respectivamente. También contó con la participación de Kenta Yamanaka como Michael y Yū Aizawa como Leonard. La obra se llevó a cabo entre el 4 y 12 de noviembre en el Shinjuku Face.

## Recepción
Rebecca Silverman de Anime News Network calificó el primer volumen del manga con una puntuación total de "C", elogiando el arte y el diseño de personajes pero criticando el desarrollo de la historia y la antipatía del personaje principal, William. Silverman comentó que «como protagonista, William no es muy simpático. Es extremadamente narcisista hasta el punto en el que menciona su increíble inteligencia y potencial al menos una vez cada cincuenta páginas. No es especialmente agradable para nadie, y al final del manga uno se pregunta por qué alguien debería tolerarlo. Dantalion es mucho más interesante como personaje, pero también aparece como una nota en este primer volumen, con indicios de que puede haber algo más que sirve como una de las mejores razones para seguir leyendo. Del mismo modo, el ángel caído convertido en demonio, Sytry, es intrigante, mucho más que cualquiera de los personajes humanos».